# Pseudobankesia
Pseudobankesia is een geslacht van vlinders van de familie zakjesdragers (Psychidae).

## Soorten
- P. alpestrella (Heinemann, 1870)
- P. aphroditae Weidlich,M.,Henderickx,H., 2002
- P. arahova Stengel, 1990
- P. casaella Hattenschwiler, 1994
- P. contractella Hattenschwiler, 1994
- P. darwini Stengel, 1990
- P. dioszeghyi (Rebel, 1938)
- P. gramatella (Lhomme, 1938)
- P. hauseriella Henderickx, 1998
- P. leleupiella Henderickx, 1997
- P. macedoniella (Rebel, 1919)
- P. vernella (Constant, 1899)